# Moritz Strosack
Moritz Strosack (* 21. Juni 1999) ist ein deutscher Handballspieler.

## Karriere
Bis 2017 spielte er für den TuS Altenheim. 2017 wechselte er zum HBW Balingen-Weilstetten und lief dort zunächst mit der 2. Mannschaft in der 3. Liga auf und erhielt vereinzelt Einsatzzeit mit der 1. Mannschaft in der Bundesliga und 2. Bundesliga. Ab der Saison 2020/21 erhielt er einen Profivertrag für die Bundesligamannschaft. Mit Balingen stieg er 2022 in die 2. Bundesliga ab und 2023 als Meister wieder in die Bundesliga auf. Zur Saison 2023/24 wechselte er zum SC DHfK Leipzig. Nach einer Saison wechselte er zum Erstligaaufsteiger SG BBM Bietigheim.
Mit der deutschen Jugend-Nationalmannschaft gewann er bei der U18-Europameisterschaft 2016 die Bronzemedaille.

## Privates
Sein Cousin Peter Strosack stand von 2016 bis 2018 auf derselben Position beim SC DHfK Leipzig.